# Guido Streichsbier
Guido Streichsbier (Karlsruhe, 1969. október 21. –) német labdarúgó, aki jelenleg a német U20-as labdarúgó-válogatott edzője.

## Sikerei, díjai
- TSG Hoffenheim
  - Verbandsliga Nordbaden (V): 1999–2000
  - Oberliga Baden-Württemberg (IV): 2000–01